# Wensickendorf
Wensickendorf ist ein im 14. Jahrhundert entstandenes Dorf und gehört seit seiner Eingemeindung 2003 als Ortsteil zur Stadt Oranienburg im Landkreis Oberhavel in Brandenburg.

## Geographie
Wensickendorf befindet sich östlich der Kernstadt Oranienburg und bildet den letzten Ort im Landkreis Oberhavel vor dem Landkreis Barnim, zu dem das Nachbardorf Wandlitz im Osten bereits gehört. Südlich von Wensickendorf sind ausgedehnte Wälder, die Oranienburger Heide (mit dem ehemaligen Truppenübungsplatz bei Lehnitz), typisch für die Umgebung, während nördlich von Wensickendorf eher landwirtschaftlich geprägte Flächen überwiegen. Wensickendorf ist ein langgezogenes Dorf, das sich in Ost-West-Richtung erstreckt und daneben einige Erweiterungen, hauptsächlich im Süden, besitzt. Die Fläche des Ortsteils beträgt 22,18 km², die besiedelte Fläche 19,0 km². Das Ortsgebiet liegt zwischen 39 und 69 Meter über NN.

## Geschichte

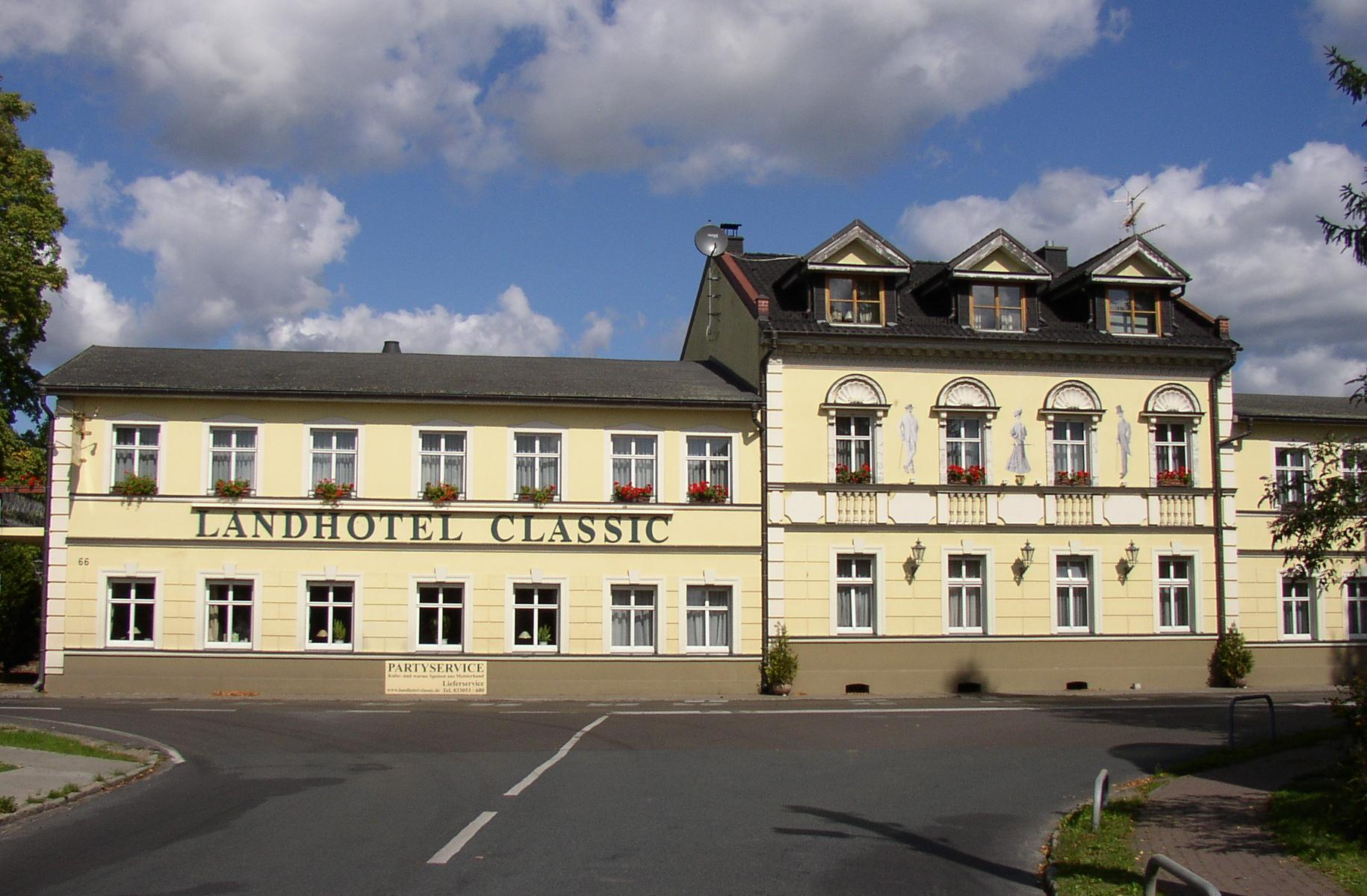
Historischer Gasthof

Die erste urkundliche Erwähnung als Wenczkendorff datiert aus dem Jahr 1350, in dem die Markgrafen Ludwig der Brandenburger und Ludwig der Römer Wensickendorf gemeinsam mit anderen Orten in der Umgebung an Graf Ulrich von Lindow als Lehnsherren übertrugen. Seit 1450 gehörte Wensickendorf dem Adelsgeschlecht Arnim und wurde Teil des Amtes Biesenthal. 1572 kaufte der Große Kurfürst den Ort. Ab 1651 gehörte der Ort zum Amt Oranienburg. Die Ortschaft wuchs Anfang des 20. Jahrhunderts im Zuge der Entwicklung Berlins wie ein Großteil der brandenburgischen Gemeinden im Berliner Umland. Am Rahmersee entstand eine kleine Künstlerkolonie, in der Schauspieler wie Fritz Kampers, Eugen Klöpfer und Gustav Fröhlich sowie der Dramatiker Carl Zuckmayer Anwesen besaßen. Seit dem 26. Oktober 2003 ist Wensickendorf nach einer Gemeindegebietsreform ein Teil der Stadt Oranienburg. Zu diesem Zeitpunkt hatte der Ort 956 Einwohner.
| Jahr      | 1890 | 1910 | 1925 | 1933 | 1946  | 1993 | 1994 | 1995 | 1996 | 1997 | 1998 | 1999 | 2000 | 2001 | 2002 | 2006  | 2016  | 2017  |
| --------- | ---- | ---- | ---- | ---- | ----- | ---- | ---- | ---- | ---- | ---- | ---- | ---- | ---- | ---- | ---- | ----- | ----- | ----- |
| Einwohner | 658  | 665  | 861  | 942  | 1.208 | 792  | 809  | 830  | 834  | 853  | 915  | 935  | 956  | 963  | 988  | 1.003 | 1.003 | 1.024 |

## Kultur und Sehenswürdigkeiten
Im Jahre 1438 wurde mitten auf dem Dorfanger die Dorfkirche aus Feldsteinen errichtet. Das Gebäude mit einem rechteckigen Grundriss ist in Ost-West-Richtung ausgerichtet und schließt auf der Westseite mit einem gedrungenen aus Backsteinen gemauerten Turm mit Spitzhaube. Das mit einer flachen Decke versehene Kirchenschiff endet auf der Ostseite in einen hölzernen Kanzelaltar aus dem 18. Jahrhundert, der wiederum mit der 1961 gebauten Kanzel verbunden ist. Vor der Kirche befindet sich ein steinerner Obelisk zum Gedenken an die Toten des Ersten Weltkriegs.

## Wirtschaft
In den früheren Jahrhunderten war der Ort ein typisches Bauerndorf mit angeschlossener Forstwirtschaft. Nach 1990 ist die Landwirtschaft rückläufig, dafür waren im Jahr 2006 99 Gewerbebetriebe gemeldet, die im Wesentlichen Dienstleistungen erbringen.

## Verkehr

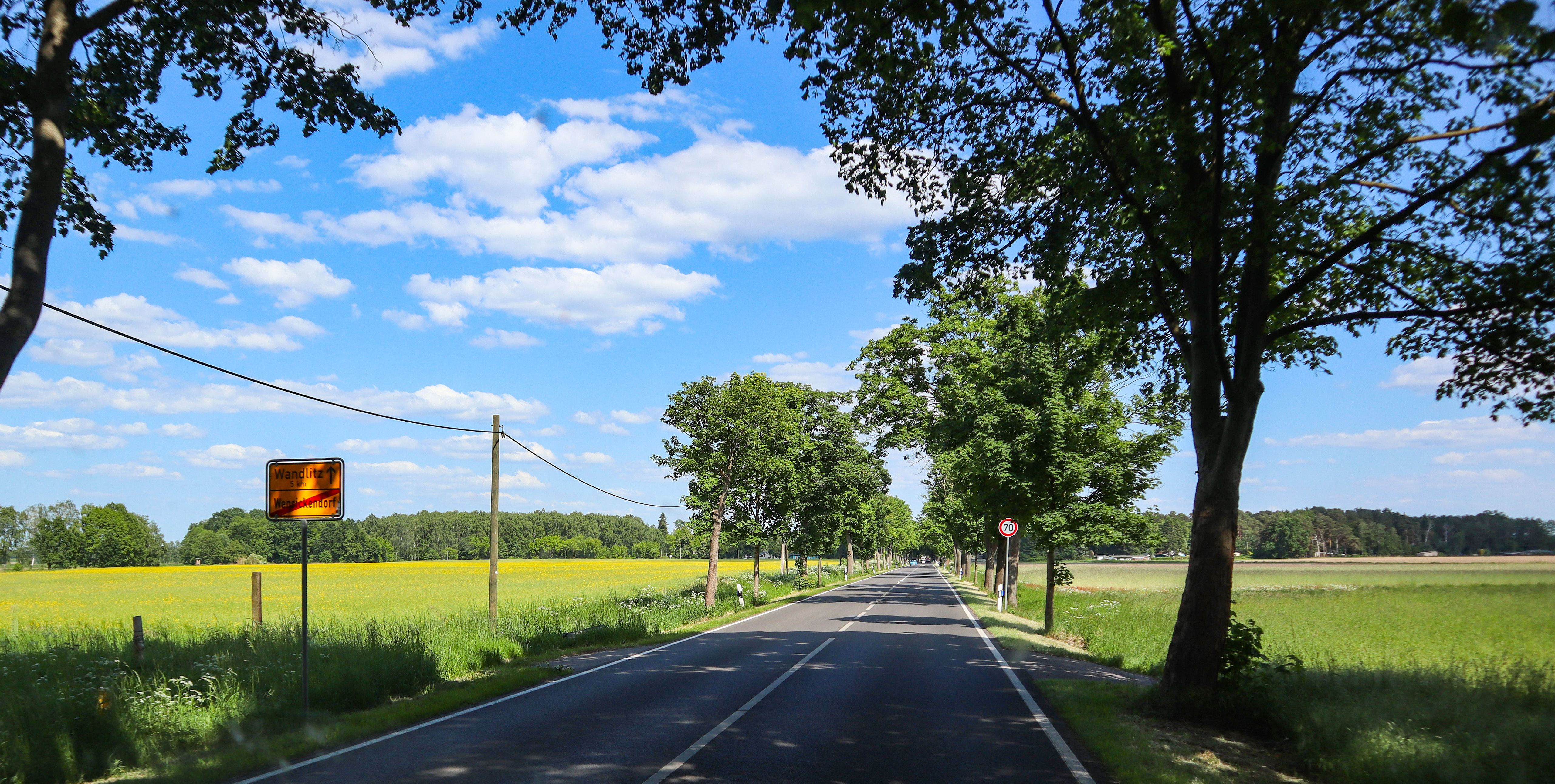
Bundesstraße 273 Richtung Wandlitz, Ortsausgang Wensickendorf

Durch Wensickendorf führt die Bundesstraße 273 als Deutsche Tonstraße, die einen Anschluss nach Oranienburg herstellt und den Ortsteil mit der A 11 über Wandlitz verbindet. Nach Süden ist mit der Straße über Zühlsdorf eine Verbindung zum Berliner Autobahnaußenring gegeben, nach Norden führt eine Straße nach Liebenwalde und weiter nach Zehdenick.
Der öffentliche Personennahverkehr wird unter anderem durch den PlusBus des Verkehrsverbund Berlin-Brandenburg erbracht. Folgende Verbindung führt, betrieben von der Oberhavel Verkehrsgesellschaft, durch Wensickendorf:
- Linie 825: Oranienburg ↔ Schmachtenhagen ↔ Wensickendorf ↔ Wandlitz ↔ Bernau

Wensickendorf liegt an der 1901 eröffneten Heidekrautbahn, die eine Verbindung aus den Regionen nördlich von Berlin in die Hauptstadt darstellt. Erbauer war die Niederbarnimer Eisenbahn (NEB). Die Heidekrautbahn und damit der Anschluss nach Berlin haben entscheidend zur Siedlungserweiterung des Ortes beigetragen. Ende 1997 wurde Wensickendorf der Endpunkt der Heidekrautbahn auf deren westlichem Ast. Der Verkehr zwischen Wensickendorf und Liebenwalde wurde eingestellt. Eine Zweigstrecke, die früher bis zum Bahnhof Fichtengrund an der Berliner Nordbahn führte, wird seit dem Jahr 2000 im Wochenendverkehr wieder bis Schmachtenhagen bedient. Im Dezember 2000 übernahm die Niederbarnimer Eisenbahn den Betrieb der Eisenbahnstrecke wieder von der Deutschen Bahn. Das nun mehr als 20 Jahre leerstehende typisierte Bahnhofsgebäude sollte eine geeignete Nachnutzung erhalten, dazu hat die Kommunale Arbeitsgemeinschaft (KAG) „Region Heidekrautbahn“ im Jahr 2009 eine Studie erarbeiten lassen. Ende März 2014 ist das denkmalgeschützte Gebäude abgerissen worden, nachdem sich kein Käufer gefunden hatte.

## Persönlichkeiten
- Wieland Förster (* 1930), Bildhauer, lebt in Wensickendorf